# Euphorbia aequoris
Euphorbia aequoris es una especie de planta suculenta perteneciente a la familia de las euforbiáceas. Es originaria de África.

## Descripción
Es un arbusto perennifolio de pequeño tamaño de planta suculenta que alcanza los 0,15 a 0,22 m de alto y que se encuentra en Sudáfrica en alturas de 366 - 1405 metros.

## Taxonomía
Euphorbia aequoris fue descrito por Nicholas Edward Brown y publicado en Flora Capensis 5(2): 279. 1915.
Etimología
Euphorbia: nombre genérico que deriva del médico griego del rey Juba II de Mauritania (52 a 50 a. C. - 23), Euphorbus, en su honor – o en alusión a su gran vientre –  ya que usaba médicamente Euphorbia resinifera. En 1753 Carlos Linneo asignó el nombre a todo el género.
aequoris: epíteto
sinonimia
- Tirucalia aequoris (N.E.Br.) P.V.Heath	[4][5]